# Gmina Sharon (hrabstwo Clinton)

Położenie Gminy Sharon w hrabstwie Clinton

Gmina Sharon (ang. Sharon Township) – gmina w USA, w stanie Iowa, w hrabstwie Clinton. Według danych z 2000 roku gmina miała 784 mieszkańców, a jej powierzchnia wynosi 93,96 km².